# Joanneke Meester
Joanneke Meester (1966) is een Nederlandse  beeldend kunstenaar. Meester verwierf bekendheid toen zij in 2004 een pistooltje maakte van haar eigen huid, waarmee ze haar 'bezorgdheid over het toenemende geweld in de samenleving' wilde uitdrukken. Ze woont en werkt in Amsterdam.

## Leven en werk

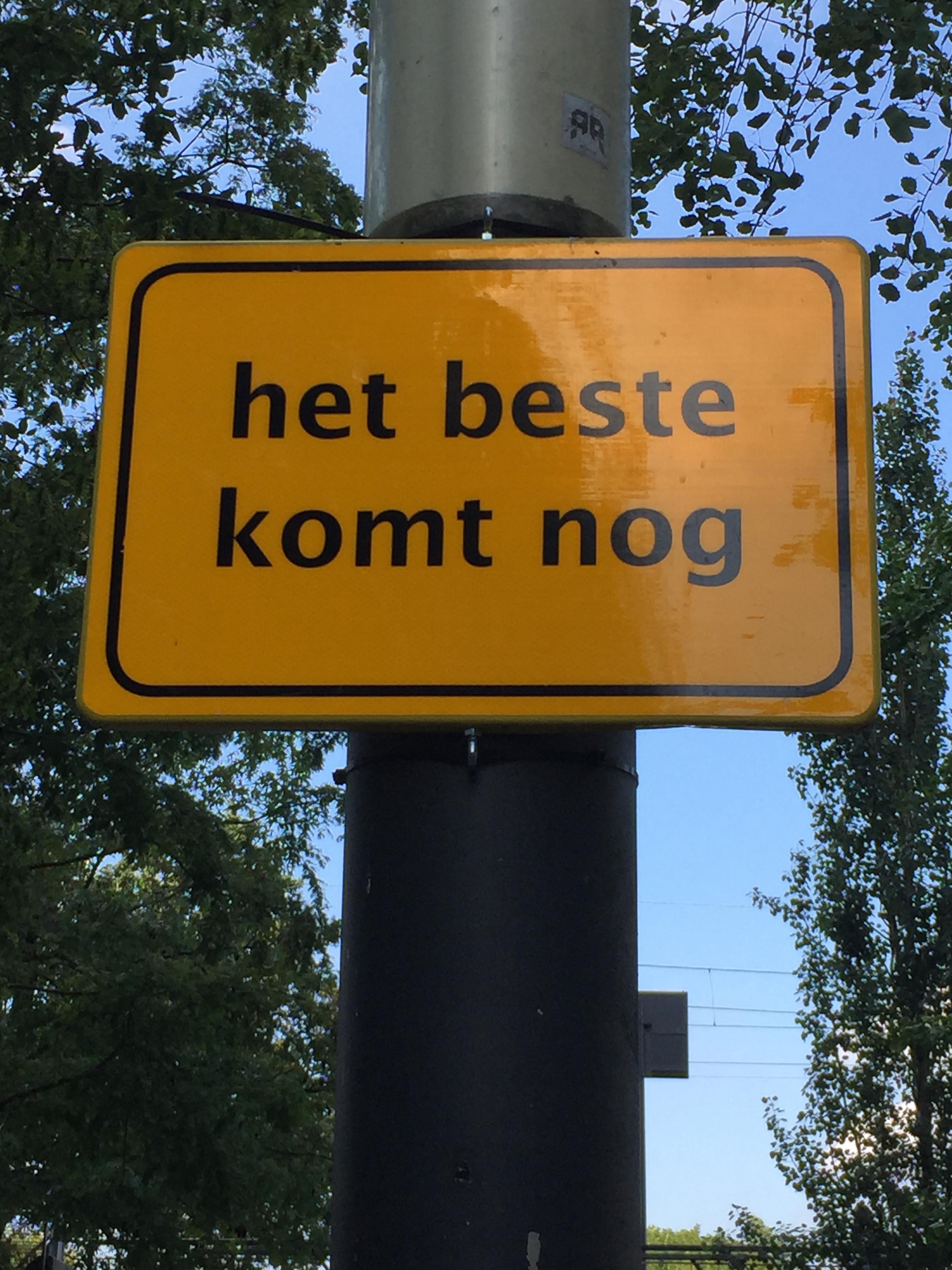
Signs #68 (ArtZuid, Amsterdam)

Meester volgde haar opleiding aan de Amsterdamse Hogeschool voor de Kunsten in 1988-1990 (Plastische Ruimtelijke Vormgeving en Kunstgeschiedenis). Van 1992 tot 2001 werkte zij binnen het Kunstenaarscollectief Patchwork. In 2003 nam zij haar studie weer op aan het Sandberg Instituut te Amsterdam, alwaar zij zich meer richtte op haar eigen autonome werk. Zij realiseerde in deze tijd videofilms  waarin levende poppen centraal staan. In meer recente werken gebruikt zij veelal tekst in installaties en in werken op papier. Een voorbeeld hiervan is het monumentale werk kooomen-gaaaaan.

## Tentoonstellingen
- 2018 JE VERDIENT HET, Amsterdam
- 2017 VATBAAR VOOR HERHALING, Rento Brattinga Galerie, Amsterdam
- 2016 Aksievisme, met Harm Hajonides en Marieke Warmelink
- 2014 I am not doing anything until I feel the need’, De Nederlandsche Bank, Amsterdam.

## Voetnoten
1. ↑    Rijksbureau voor Kunsthistorische Documentatie (Joanneke Meester)]. Gearchiveerd op 18 augustus 2023.
2. ↑   De volkskrant. Gearchiveerd op 9 november 2019.
3. ↑    Kunstenaarscollectief Patchwork. Gearchiveerd op 9 november 2019.
4. ↑   kooomen-gaaaaan. Gearchiveerd op 5 juni 2023.